# Tommy Johnson
Tommy Johnson (* 1896 in Terry, Mississippi; † 1. November 1956 in Crystal Springs, Mississippi) war ein einflussreicher US-amerikanischer Blues-Gitarrist und Sänger. Zusammen mit Son House und Charley Patton war er einer der führenden Musiker des Delta Blues vor Robert Johnson.

## Leben
Johnson kam aus einer kinderreichen Familie von Farmern und begann 1910/1911 Gitarre zu spielen. Um 1912/1913 verließ er den Süden Mississippis mit seiner Lebensgefährtin (die gut doppelt so alt war wie er) und ließ sich in Cleveland, Mississippi, nahe der Dockery Plantation nieder. Dort traf er auf Charley Patton und Willie Brown. Beeinflusst von diesen, lernte er hier den Blues zu spielen. Um 1915 kehrte er als geübter Musiker in seine Heimatgegend zurück, wo er den neuen Musikstil verbreitete und seinen eigenen Stil zunehmend verfeinerte. 1916 heiratete er, und das Paar ging gemeinsam mit Tommys Bruder LeDell wieder zurück ins „Delta“, wo Johnson als Sharecropper arbeitete.
Zum Mythos Tommy Johnson gehört nicht nur seine Musik, sondern auch seine akrobatischen Auftritte, seine unzähligen Affären, sein schwerer Alkoholkonsum und nicht zuletzt die von ihm selbst in die Welt gesetzte Legende, dass er dem Teufel seine Seele verkauft habe, um den Blues richtig spielen zu können. Diese Legende ging später durch Son House auf Robert Johnson über.
1928 und 1930 nahm Tommy Johnson zwei Serien von Stücken auf. Einige seiner bekanntesten Songs sind der Cool Drink of Water Blues (den Howlin’ Wolf zu I Asked for Water (She Brought Me Gasoline) verarbeitete) und Maggie Campbell (basierend auf Charley Pattons „Screamin' and Hollerin' the Blues“ und später von Robert Nighthawk adaptiert).
In seinen späteren Jahren machte sich sein langjähriger schwerer Alkoholismus negativ bemerkbar. Johnson hatte stets viel getrunken. Dabei hatte er nicht einmal vor geliertem Brennspiritus zurückgescheut, der unter dem Markennamen „Sterno Canned Heat“ in Blechdosen ausgeliefert wird und den er – mit Wasser verdünnt – als billigen Schnapsersatz verwendete. Diesem „Getränk“ setzte Johnson in seinem Canned Heat Blues ein „Denkmal“.
Tommy Johnson starb 1956 durch einen Herzinfarkt bei einem Auftritt. 1986 wurde er in die Blues Hall of Fame aufgenommen.

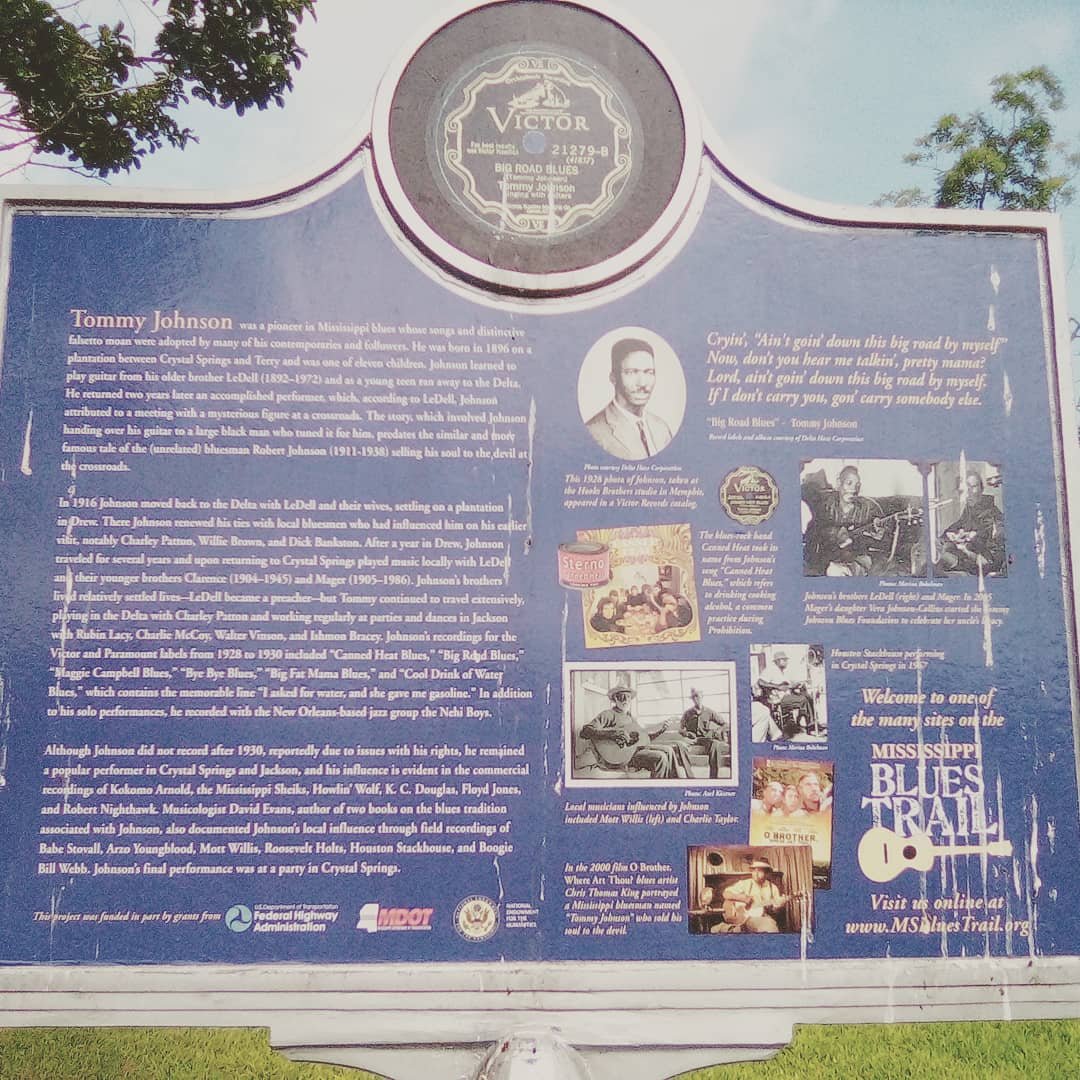
Tommy Johnson -Gedenktafel des Mississippi Blues Trail

## Rezeption
Zu den Blues-Größen, die von Tommy Johnson beeinflusst wurden, zählen Howlin’ Wolf, Robert Nighthawk, Otis Spann und zahllose andere. Besonders stark war sein Einfluss auf die Band Canned Heat, die sich nach einem seiner Stücke benannte und deren Sänger Alan Wilson Johnsons typischen Falsettgesang adaptierte. Auch das bekannteste Stück der Band, On The Road Again, basiert auf Johnsons Big Road Blues.
Im Film O Brother, Where Art Thou? – Eine Mississippi-Odyssee (2000) der Coen-Brüder wird Johnson in einer fiktionalisierten Version von Chris Thomas King gespielt.